# Lista över Storbritanniens teknikministrar
Detta är en lista över Storbritanniens teknikministrar. Posten fanns under Harold Wilsons första två regeringar.
| Namn            | Från            | Till            | Parti         |
| --------------- | --------------- | --------------- | ------------- |
| Frank Cousins   | 18 oktober 1964 | 3 juli 1966     | Labourpartiet |
| Tony Benn       | 4 juli 1966     | 10 juni 1970    | Labourpartiet |
| Geoffrey Rippon | 20 juni 1970    | 28 juli, 1970   | Labourpartiet |
| John Davies     | 29 juli 1970    | 15 oktober 1970 | Labourpartiet |